# Білк
Білк — це пиво з низьким вмістом солоду, яке виробляється в Накасібецучо, Шибецу-гун, Хоккайдо. Він був виготовлений Abashiri Beer і проданий Nakahara Co., Ltd. Це напій з молока, який за смаком нагадує пиво. Фруктовий смак створений спеціально для жінок.

## Огляд
Чітосе Накахара, президент магазину алкогольних напоїв Nakahara (Nakahara Co., Ltd.), був змушений розширити молочне тваринництво, яке є основною галуззю промисловості міста Накасібецу, і запропонував розробку пива з низьким вмістом солоду, яке виготовляється з використанням молока, яке пішло. Мій старший син звернувся до компанії Abashiri Beer Co., Ltd. у місті Абашірі з цією ідеєю. Розроблений під технічним керівництвом факультету біоіндустрії Токійського університету сільського господарства, який має кампус у місті Абасірі, молоко містить мало крохмалю та має низьку температуру кипіння. Після постійних помилок йому вдалося виготовити прозорий хаппошу.
Назва продукту була названа «Birk (пиво + молоко)» на честь пива і молока (молоко), а продажі почалися 1 лютого 2007 року. Можливо, через свою рідкісність цей берк був представлений у численних ЗМІ та привернув увагу закордонних інформаційних агентств. Лютневий випуск був розпроданий, і виробництво відновилося в квітні того ж року, і продажі почалися в кількох магазинах алкогольних напоїв у Накашібецу. Деякі з них також були продані виробником Abashiri Beer. Birk, який вперше був випущений у лютому, мав на меті жовту прозору рідину, схожу на пиво, і використав 300 літрів сирого молока для виробництва 900 літрів. Щоб підвищити прозорість, ми вирішили використовувати приблизно 200 літрів сирого молока на кожні 900 літрів молока, відпущених у квітні. Кажуть, що метод виробництва є процесом повторних проб і помилок.
Білк виробляється в одному резервуарі, здатному одночасно виробляти 150 коробок, що містять дванадцять пляшок Bilk об’ємом 330 мл. Оскільки ємність резервуара фіксована, а період виготовлення займає один місяць, він ще не досяг того етапу, коли можливе масове виробництво. Колір трохи мутний порівняно зі звичайним низькосолодовим пивом, але воно характеризується м’яким смаком і солодким ароматом. Однак це не безалкогольний напій, оскільки він має 5% вмісту алкоголю. На момент випуску в 2007 році він продавався за 380 ієн за пляшку об’ємом 330 мл і виготовлявся та продавався приблизно до 2008 року.